# Rubus stohrii
Rubus stohrii är en rosväxtart som beskrevs av Heinrich E. Weber och M. Ranft. Rubus stohrii ingår i släktet rubusar, och familjen rosväxter. Inga underarter finns listade i Catalogue of Life.